# جيمي موناغان
جيمي موناغان (بالإنجليزية: Jimmy Monaghan)‏ هو ملحن ومغن مؤلف ومغني أمريكي، ولد في 25 فبراير 1988.

## وصلات خارجية
- الموقع الرسمي